# Abel Goumba
Abel Nguéndé Goumba (Grimari, 18 de septiembre de 1926-Bangui, 11 de mayo de 2009) fue un político centroafricano. A fines de la década de 1950, dirigió el gobierno en el período anterior a la independencia de Francia, y después de la independencia fue cuatro veces candidato a la presidencia de la República Centroafricana (1981, 1993, 1999 y 2005). Presidente del partido político Frente Patriótico para el Progreso (FPP), se desempeñó como vicepresidente y como primer ministro de François Bozizé.

## Biografía

### Carrera temprana
Cuando República Centroafricana era un estado asociado de la Comunidad Francesa, se desempeñó como vicepresidente del Consejo de Gobierno desde mayo de 1957 hasta julio de 1958, presidente del Consejo de Gobierno desde julio de 1958 hasta diciembre de 1958, y fue brevemente primer ministro interino en abril de 1959, tras la muerte de Barthélemy Boganda en un accidente aéreo. Fue derrotado en una lucha de poder político por David Dacko en 1959 y luego se convirtió en líder de la oposición. Estuvo exiliado en Francia desde 1960 hasta 1980. Trabajó para la Organización Mundial de la Salud en Ruanda y luego en Benín durante la década de 1970.

### Candidaturas a presidente
Se presentó como candidato a presidente de la República Centroafricana por primera vez en las elecciones de 1981, perdiendo ante Dacko (que fue derrocado unos meses más tarde). Allí Goumba obtuvo menos del 2 % de los votos, pero en las elecciones presidenciales de 1993 logró su mejor resultado, llegando en segundo lugar, pero siendo derrotado por Ange-Félix Patassé en una segunda vuelta, en la que Goumba obtuvo aproximadamente el 46 % de los votos. En 1999, quedó en cuarto lugar con solo el 6 % de los votos.

### Presidencia de Bozizé
Después de que François Bozizé tomó el poder el 15 de marzo de 2003, derrocando a Patassé, nombró a Goumba como primer ministro. Su gobierno se formó el 31 de marzo de 2003. Su composición fue vista como un compromiso entre Bozizé y Goumba, donde varios aliados militares y familiares de Bozizé recibieron puestos clave, mientras que otros se dirigieron a asociados y aliados de varios líderes políticos y figuras independientes consideradas competentes.
El Consejo Nacional de Transición (CNT) rechazó el programa de política general propuesto por Goumba el 5 de noviembre de 2003, diciendo que los objetivos del gobierno, junto con sus métodos de implementación, no estaban suficientemente definidos en el programa. Había planeado presentar un programa revisado el 12 de diciembre de 2003, pero el 11 de diciembre, Bozizé lo destituyó. Al día siguiente, el presidente nombró a Célestin Gaombalet como primer ministro y a Goumba como vicepresidente.

### Elecciones de 2005
Fue candidato presidencial por cuarta vez en las elecciones celebradas el 13 de marzo de 2005, dentro del Frente Patriótico para el Progreso (FPP). Quedó en sexto lugar, recibiendo el 2,51 % de los votos. Fue uno de los cinco candidatos aprobados inicialmente por el tribunal constitucional de transición el 30 de diciembre de 2004. El tribunal excluyó a otros siete candidatos, aunque seis de ellos más tarde pudieron postularse.
El 14 de marzo de 2005, un día después de la elección, los miembros del Colectivo de Partidos Políticos de la Oposición (CPPO), incluyendo a Goumba, firmaron una petición en la que alegaban que había ocurrido un fraude. El 15 de marzo, antes de que los resultados de las elecciones estuvieran disponibles, Bozizé despidió a Goumba de la vicepresidencia y el cargo fue disuelto. Según el portavoz presidencial Alain-George Ngatoua, esto se debió a que la constitución adoptada en diciembre de 2004 no incluía la figura de vicepresidente. También agregó el despido no estaba relacionado con la calidad del trabajo de Goumba. Goumba expresó disgusto por la forma en que fue despedido; dijo que no había recibido ninguna notificación y que se enteró cuando se informó en la radio estatal. La opinión de Goumba era que las instituciones de transición, incluida la vicepresidencia, debían mantenerse hasta la instalación de un gobierno electo.
Luego se postuló para un escaño en representación de Kouango en las elecciones parlamentarias de mayo de 2005, pero fue derrotado. Su esposa Anne-Marie si accedió a una banca.

### Últimos años
Su hijo Alexandre, fue elegido para sucederlo como presidente de su partido (FPP), el 5 de marzo de 2006, después de que Goumba fuera nombrado Defensor del Pueblo. En ese cargo llamó al gobierno a negociar con un grupo rebelde después de que capturara la ciudad de Birao el 30 de octubre de 2006.
Presentó el primer volumen de sus memorias, que abarcó el período comprendido entre 1956 y 1959, el 14 de enero de 2007.
Falleció a los 82 años el 11 de mayo de 2009 en una clínica en Bangui después de ser trasladado al hospital la noche anterior.